# Cimetière national de Santa Fe
Le cimetière national de Santa Fe (en anglais : Santa Fe National Cemetery) est un cimetière américain à Santa Fe, dans le comté de Santa Fe, au Nouveau-Mexique. Ce cimetière national comprend des bâtiments dans le style Pueblo Revival. Il est inscrit au Registre national des lieux historiques depuis le 6 septembre 2016.

## Personnalités inhumées
- Paul Bennewitz (1927-2005), ufologue ;
- Charles Bent (1799-1847), premier gouverneur du territoire du Nouveau-Mexique ;
- Valentin De Vargas (1935-2013), acteur ;
- Betty Fiorina (1919-2010), femme politique ;
- Tony Hillerman (1925-2008), romancier ;
- Patrick J. Hurley (1883-1963), homme politique ;
- Oliver La Farge (1901-1963), anthropologue et écrivain ;
- Katherine Stinson (1891-1977), pionnière de l'aviation.